# Primera División de Chile 2002
Primera División de Chile 2002 var den chilenska högstaligan i fotboll för herrar för säsongenn 2002 och bestod av två mästerskap, Torneo Apertura och Torneo Clausura. Torneo Apertura slutade med att Universidad Católica vann för åttonde gången och Torneo Clausura slutade med att Colo-Colo tog sin tjugotredje titel.

## Kvalificering för internationella turneringar
Copa Sudamericana 2002
- Två finalsegrare av Liguilla Pre-Copa Sudamericana: Cobreloa och Santiago Wanderers

Copa Libertadores 2002
- Vinnaren av Torneo Apertura: Universidad Católica
- Vinnaren av Torneo Clausura: Colo-Colo
- Vinnaren av Liguilla Pre-Libertadores: Cobreloa

## Torneo Apertura

### Total tabell
| Pos | Equipo               | Pts | PJ | G | E | P | GF | GC | DIF |
| --- | -------------------- | --- | -- | - | - | - | -- | -- | --- |
| 1   | Colo-Colo            | 30  | 15 | 9 | 3 | 3 | 29 | 16 | 13  |
| 2   | Universidad Católica | 29  | 15 | 8 | 5 | 2 | 40 | 22 | 18  |
| 3   | Palestino            | 26  | 15 | 6 | 8 | 1 | 29 | 21 | 8   |
| 4   | Universidad de Chile | 25  | 15 | 7 | 4 | 4 | 28 | 23 | 5   |
| 5   | Santiago Wanderers   | 25  | 15 | 7 | 4 | 4 | 24 | 20 | 4   |
| 6   | Rangers              | 24  | 15 | 6 | 6 | 3 | 21 | 15 | 6   |
| 7   | Deportes Temuco      | 23  | 15 | 6 | 5 | 4 | 33 | 27 | 6   |
| 8   | Audax Italiano       | 21  | 15 | 6 | 3 | 6 | 18 | 21 | -3  |
| 9   | Cobreloa             | 19  | 15 | 5 | 4 | 6 | 28 | 27 | 1   |
| 10  | Unión San Felipe     | 18  | 15 | 5 | 3 | 7 | 21 | 24 | -3  |
| 11  | Coquimbo Unido       | 18  | 15 | 5 | 3 | 7 | 17 | 26 | -9  |
| 12  | Huachipato           | 16  | 15 | 4 | 4 | 7 | 24 | 31 | -7  |
| 13  | Santiago Morning     | 15  | 15 | 4 | 3 | 8 | 23 | 25 | -2  |
| 14  | Deportes Concepción  | 14  | 15 | 4 | 2 | 9 | 18 | 28 | -10 |
| 15  | Unión Española       | 14  | 15 | 4 | 2 | 9 | 17 | 27 | -10 |
| 16  | Cobresal             | 12  | 15 | 3 | 3 | 9 | 19 | 36 | -17 |

|  | Kvalificerade för Liguilla Pre-Libertadores |

### Gruppspel
De tre bästa lagen i varje grupp gick till slutspel.

#### Grupp A
| Plac | Lag                | Poäng | S  | V | O | F | GM | IM | MSK |
| ---- | ------------------ | ----- | -- | - | - | - | -- | -- | --- |
| 1    | Santiago Wanderers | 25    | 15 | 7 | 4 | 4 | 24 | 20 | 4   |
| 2    | Huachipato         | 16    | 15 | 4 | 4 | 7 | 24 | 31 | -7  |
| 3    | Santiago Morning   | 15    | 15 | 4 | 3 | 8 | 23 | 25 | -2  |
| 4    | Cobresal           | 12    | 15 | 3 | 3 | 9 | 19 | 36 | -17 |

#### Grupp B
| Plac | Lag                  | Poäng | S  | V | O | F | GM | IM | MSK |
| ---- | -------------------- | ----- | -- | - | - | - | -- | -- | --- |
| 1    | Universidad Católica | 29    | 15 | 8 | 5 | 2 | 40 | 22 | 18  |
| 2    | Palestino            | 26    | 15 | 6 | 8 | 1 | 29 | 21 | 8   |
| 3    | Deportes Temuco      | 23    | 15 | 6 | 5 | 4 | 33 | 27 | 6   |
| 4    | Audax Italiano       | 21    | 15 | 6 | 3 | 6 | 18 | 21 | -3  |

#### Grupp C
| Plac | Lag                  | Poäng | S  | V | O | F | GM | IM | MSK |
| ---- | -------------------- | ----- | -- | - | - | - | -- | -- | --- |
| 1    | Universidad de Chile | 25    | 15 | 7 | 4 | 4 | 28 | 23 | 5   |
| 2    | Rangers              | 24    | 15 | 6 | 6 | 3 | 21 | 15 | 6   |
| 3    | Cobreloa             | 19    | 15 | 5 | 4 | 6 | 28 | 27 | 1   |
| 4    | Deportes Concepción  | 14    | 15 | 4 | 2 | 9 | 18 | 28 | -10 |

#### Grupp D
| Plac | Lag              | Poäng | S  | V | O | F | GM | IM | MSK |
| ---- | ---------------- | ----- | -- | - | - | - | -- | -- | --- |
| 1    | Colo-Colo        | 30    | 15 | 9 | 3 | 3 | 29 | 16 | 13  |
| 2    | Unión San Felipe | 18    | 15 | 5 | 3 | 7 | 21 | 24 | -3  |
| 3    | Coquimbo Unido   | 18    | 15 | 5 | 3 | 7 | 17 | 26 | -9  |
| 4    | Unión Española   | 14    | 15 | 4 | 2 | 9 | 17 | 27 | -10 |

|  | Kvalificerade för slutspel |

### Slutspel

#### Inledande omgång
Sex vinnare och de två bästa förlorarna gick vidare till kvartsfinal.

#### Final
| Primera División Vinnare av Torneo Apertura 2002 |
| ------------------------------------------------ |
| Chile                                            |
| Universidad Católica 8:e titeln                  |

## Torneo Clausura

### Total tabell
| Pos | Equipo               | Pts | PJ | G  | E | P | GF | GC | DIF |
| --- | -------------------- | --- | -- | -- | - | - | -- | -- | --- |
| 1   | Cobreloa             | 34  | 15 | 10 | 4 | 1 | 33 | 10 | 23  |
| 2   | Universidad de Chile | 30  | 15 | 8  | 6 | 1 | 24 | 12 | 12  |
| 3   | Cobresal             | 27  | 15 | 7  | 6 | 2 | 23 | 20 | 3   |
| 4   | Universidad Católica | 26  | 15 | 7  | 5 | 3 | 28 | 20 | 8   |
| 5   | Santiago Wanderers   | 25  | 15 | 7  | 4 | 4 | 23 | 18 | 5   |
| 6   | Unión Española       | 24  | 15 | 7  | 3 | 5 | 24 | 17 | 7   |
| 7   | Colo-Colo            | 23  | 15 | 6  | 5 | 4 | 21 | 15 | 6   |
| 8   | Unión San Felipe     | 21  | 15 | 6  | 3 | 6 | 21 | 20 | 1   |
| 9   | Huachipato           | 20  | 15 | 5  | 5 | 5 | 22 | 18 | 4   |
| 10  | Audax Italiano       | 18  | 15 | 4  | 6 | 5 | 19 | 22 | -3  |
| 11  | Coquimbo Unido       | 17  | 15 | 3  | 8 | 4 | 10 | 12 | -2  |
| 12  | Deportes Concepción  | 14  | 15 | 3  | 5 | 7 | 20 | 26 | -6  |
| 13  | Palestino            | 12  | 15 | 2  | 6 | 7 | 14 | 23 | -9  |
| 14  | Rangers              | 11  | 15 | 2  | 5 | 7 | 13 | 28 | -15 |
| 15  | Santiago Morning     | 10  | 15 | 2  | 4 | 9 | 11 | 26 | -15 |
| 16  | Deportes Temuco      | 8   | 15 | 1  | 5 | 9 | 13 | 32 | -19 |

|  | Kvalificerade för Liguilla Pre-Libertadores |

### Gruppspel
De tre bästa lagen i varje grupp gick till slutspel.

#### Grupp A
| Plac | Lag                 | Poäng | S  | V | O | F | GM | IM | MSK |
| ---- | ------------------- | ----- | -- | - | - | - | -- | -- | --- |
| 1    | Colo-Colo           | 23    | 15 | 6 | 5 | 4 | 21 | 15 | 6   |
| 2    | Huachipato          | 20    | 15 | 5 | 5 | 5 | 22 | 18 | 4   |
| 3    | Deportes Concepción | 14    | 15 | 3 | 5 | 7 | 20 | 26 | -6  |
| 4    | Deportes Temuco     | 8     | 15 | 1 | 5 | 9 | 13 | 32 | -19 |

#### Grupp B
| Plac | Lag                  | Poäng | S  | V  | O | F | GM | IM | MSK |
| ---- | -------------------- | ----- | -- | -- | - | - | -- | -- | --- |
| 1    | Cobreloa             | 34    | 15 | 10 | 4 | 1 | 33 | 10 | 23  |
| 2    | Cobresal             | 27    | 15 | 7  | 6 | 2 | 23 | 20 | 3   |
| 3    | Universidad Católica | 26    | 15 | 7  | 5 | 3 | 28 | 20 | 8   |
| 4    | Audax Italiano       | 18    | 15 | 4  | 6 | 5 | 19 | 22 | -3  |

#### Grupp C
| Plac | Lag              | Poäng | S  | V | O | F | GM | IM | MSK |
| ---- | ---------------- | ----- | -- | - | - | - | -- | -- | --- |
| 1    | Coquimbo Unido   | 17    | 15 | 3 | 8 | 4 | 10 | 12 | -2  |
| 2    | Palestino        | 12    | 15 | 2 | 6 | 7 | 14 | 23 | -9  |
| 3    | Rangers          | 11    | 15 | 2 | 5 | 7 | 13 | 28 | -15 |
| 4    | Santiago Morning | 10    | 15 | 2 | 4 | 9 | 11 | 26 | -15 |

#### Grupp D
| Plac | Lag                  | Poäng | S  | V | O | F | GM | IM | MSK |
| ---- | -------------------- | ----- | -- | - | - | - | -- | -- | --- |
| 1    | Universidad de Chile | 30    | 15 | 8 | 6 | 1 | 24 | 12 | 12  |
| 2    | Santiago Wanderers   | 25    | 15 | 7 | 4 | 4 | 23 | 18 | 5   |
| 3    | Unión Española       | 24    | 15 | 7 | 3 | 5 | 24 | 17 | 7   |
| 4    | Unión San Felipe     | 21    | 15 | 6 | 3 | 6 | 21 | 20 | 1   |

|  | Kvalificerade för slutspel |

### Slutspel

#### Inledande omgång
Sex vinnare och de två bästa förlorarna gick vidare till kvartsfinal.

#### Final
| Primera División Vinnare av Torneo Clausura 2002 |
| ------------------------------------------------ |
| Chile                                            |
| Colo-Colo 23:e titeln                            |

## Liguilla Pre-Copa Sudamericana
Liguilla Pre-Copa Sudamericana spelades mellan alla lag i högstadivisionen för att avgöra vilka lag som skulle kvalificera sig för Copa Sudamericana 2002. Till slut skulle två lag kvalificera sig, vilket blev Cobreloa och Universidad Católica.

## Liguilla Pre-Libertadores
Liguilla Pre-Libertadores avgjorde vilka lag som skulle kvalificera sig till Copa Libertadores och spelades mellan det bäst placerade laget i Torneo Apertura och Clausura som inte redan var kvalificerade på annat sätt.

## Nedflyttningstabell
| Pos | Equipo               | Pts | PJ | G  | E  | P  | GF | GC | DIF |
| --- | -------------------- | --- | -- | -- | -- | -- | -- | -- | --- |
| 1   | Universidad Católica | 55  | 30 | 15 | 10 | 5  | 68 | 42 | 26  |
| 2   | Universidad de Chile | 55  | 30 | 15 | 10 | 5  | 52 | 35 | 17  |
| 3   | Cobreloa             | 53  | 30 | 15 | 8  | 7  | 61 | 37 | 24  |
| 4   | Colo-Colo            | 53  | 30 | 15 | 8  | 7  | 50 | 31 | 19  |
| 5   | Santiago Wanderers   | 50  | 30 | 14 | 8  | 8  | 47 | 38 | 9   |
| 6   | Unión San Felipe     | 39  | 30 | 11 | 6  | 13 | 42 | 44 | -2  |
| 7   | Audax Italiano       | 39  | 30 | 10 | 9  | 11 | 37 | 43 | -6  |
| 8   | Cobresal             | 39  | 30 | 10 | 9  | 11 | 42 | 56 | -14 |
| 9   | Palestino            | 38  | 30 | 8  | 14 | 8  | 43 | 44 | -1  |
| 10  | Unión Española       | 38  | 30 | 11 | 5  | 14 | 41 | 44 | -3  |
| 11  | Huachipato           | 36  | 30 | 9  | 9  | 12 | 46 | 49 | -3  |
| 12  | Rangers              | 35  | 30 | 8  | 11 | 11 | 34 | 43 | -9  |
| 13  | Coquimbo Unido       | 35  | 30 | 8  | 11 | 11 | 27 | 38 | -11 |
| 14  | Deportes Temuco      | 31  | 30 | 7  | 10 | 13 | 46 | 59 | -13 |
| 15  | Deportes Concepción  | 28  | 30 | 7  | 7  | 16 | 38 | 54 | -16 |
| 16  | Santiago Morning     | 25  | 30 | 6  | 7  | 17 | 34 | 51 | -17 |

|  | Nedflyttade till Primera B. |